# Chrosomus eos
Chrosomus eos är en fiskart som beskrevs av Cope, 1861. Chrosomus eos ingår i släktet Chrosomus och familjen karpfiskar. Inga underarter finns listade i Catalogue of Life.